# Lahan
Lahan ist eine Stadt (Munizipalität) im Distrikt Siraha im östlichen Terai in Nepal, etwa 160 km Luftlinie südöstlich von Kathmandu und 18 km nördlich der indischen Grenze.
Die Stadt liegt westlich des Flusses Balan.
Lahan liegt am Mahendra Rajmarg, der nationalen Ost-West-Überlandstraße.
Das Stadtgebiet umfasst 147,5 km².

## Einwohner
Bei der Volkszählung 2011 hatte die Stadt Lahan 33.653 Einwohner (davon 17.286 männlich) in 6479 Haushalten.